# Факультет менеджменту та маркетингу КПІ імені Ігоря Сікорського
Факультет менеджменту і маркетингу КПІ ім. Ігоря Сікорського здійснює підготовку фахівців з менеджменту, економіки і підприємництва.

## Напрями підготовки
На факультеті здійснюється підготовка фахівців за спеціальностями:
051 Економіка – освітні програми «Міжнародна економіка» ( [Архівовано 29 серпня 2015 у Wayback Machine.]), «Економіка бізнес-підприємства» ( [Архівовано 12 квітня 2021 у Wayback Machine.]), «Економічна кібернетика»  ( [Архівовано 12 квітня 2021 у Wayback Machine.]);
073 Менеджмент – освітні програми «Менеджмент і бізнес адміністрування» ( [Архівовано 28 червня 2021 у Wayback Machine.]), «Медіаменеджмент та адміністрування у видавничо-поліграфічній галузі» ( [Архівовано 28 червня 2021 у Wayback Machine.]), сертифікатні програми «Менеджмент підприємств» ( [Архівовано 28 червня 2021 у Wayback Machine.]), «Менеджмент інвестицій та інновацій» ( [Архівовано 28 червня 2021 у Wayback Machine.]), «Менеджмент міжнародного бізнесу» ( [Архівовано 28 червня 2021 у Wayback Machine.]), «Логістика» ( [Архівовано 28 червня 2021 у Wayback Machine.]);
075 Маркетинг – освітня програма «Промисловий маркетинг» ( [Архівовано 12 квітня 2021 у Wayback Machine.]), сертифікатна програма «Бізнес-аналітика» ( [Архівовано 12 квітня 2021 у Wayback Machine.]).

## Про факультет
Створенню факультету менеджменту та маркетингу сприяв багаторічний  досвід організаційно‑економічної підготовки студентів в КПІ, яка розпочалася у 1937 році, коли була заснована кафедра організації виробництва та економіки промисловості.
На початку 1970-х як експеримент було схвалено концепцію підготовки фахівців з шести основних напрямів, серед яких вже були прищеплення студентам навиків майбутнього керівника колективу, а також підготовка у сфері економіки, управління й організації виробництва. 
У 1988 р., була створена кафедра управління виробництвом, що стала першою в Україні для підготовки управлінців виробничої сфери . У 1991 році кафедру перейменовано у кафедру менеджменту. 
З 1992 року почалась повноцінна підготовка за фахом промисловий маркетинг. І вже цього ж року, враховуючи потреби народжуваної ринкової економіки, а також необхідність поліпшення економіко-управлінської підготовки інженерів, цільової підготовки економістів і менеджерів, 31 березня було створено факультет менеджменту та промислового маркетингу (ФММ).
До його складу увійшли три профілюючі кафедри – менеджменту, промислового маркетингу, математичного моделювання економічних систем, а також кафедри, які обслуговували інженерні факультети КПІ: економіки та організації машинобудівного виробництва, економіки та організації радіоелектронного виробництва, економіки та організації промислових технологій і енергетики.
Упродовж 1992–2002 років ФММ очолював його засновник, кандидат хімічних наук, професор, Заслужений працівник народної освіти України, академік АІН Віктор Дмитрович Нємцов.
З 2002 по 2007 рік – доктор економічних наук, професор Василь Гнатович Герасимчук.
З 2007 року по червень 2021 року – доктор технічних наук, професор Олег Анатолійович Гавриш.
З червня 2021 року очолює факультет доктор економічних наук, професор Марина Олегівна Кравченко  .

## Адміністрація факультету[8]
Декан факультету – д.е.н., проф. Кравченко Марина Олегівна.
Заступник декана з навчально-виховної роботи – к.е.н., доц. Савченко Сергій Миколайович
Заступник декана з навчально-методичної роботи – к.ф.-м.н., доц. Фартушний Іван Дмитрович
Заступник декана з наукової роботи – д.е.н., проф. Вовк Ольга Миколаївна
Заступник декана з міжнародної діяльності – к.е.н., доц. Копішинська Катерина Олександрівна
Заступник декана з адміністративної роботи – к.е.н., доц. Салоїд Станіслав Васильович  

## Кафедри
менеджменту підприємств 
Рік створення кафедри менеджменту підприємств: 2022 р. (з 1988 р. по 2022 рік кафедра менеджменту)
Завідувачі кафедри:
1990-2009 рр. – Віктор Дмитрович Нємцов, академік АІН України, професор, заслужений діяч освіти України, перший декан факультету менеджменту та маркетингу
2009-2011 рр. - Каракай Юрій Васильович, заслужений діяч науки і техніки України, доктор економічних наук, професор, народний депутат України
2011 р – теперішній час – Дергачова Вікторія Вікторівна, доктор економічних наук, професор.
Спеціальність, за якими здійснюється підготовка на кафедрі: D 3 «Менеджмент»
Освітні програми, за якими здійснюється підготовка на кафедрі:
Освітні програми першого (бакалаврського) рівня:
Менеджмент і бізнес-адміністрування
Менеджмент міжнародного бізнесу
Логістика
Менеджмент та інженерія виробництва
Цифрова економіка та менеджмент
Освітні програми другого (магістерського) рівня:
Бізнес-адміністрування та менеджмент якості у медичній та фармацевтичній індустрії
Менеджмент і бізнес-адміністрування
Менеджмент міжнародного бізнесу
Логістика
Менеджмент підприємств оборонно-промислового комплексу
Освітні програми третього (наукового) рівня:
073 «Менеджмент»
Історія розвитку, основні переваги кафедри:
Кафедра менеджменту підприємств була заснована в 1988 році і стала першою в Україні, яка започаткувала підготовку фахівців у галузі управління виробництвом. Місія кафедри — формувати висококваліфікованих управлінців нового покоління, здатних ефективно працювати в динамічному бізнес-середовищі. Кафедра пропонує освітні програми "Менеджмент і бізнес-адміністрування", "Менеджмент міжнародного бізнесу" та "Логістика". Основні переваги кафедри — висококваліфікований науково-педагогічний склад, активна участь у міжнародних проектах, співпраця з провідними підприємствами та орієнтація на інноваційні методи управління та розвитку бізнесу.
Основні дисципліни, які викладаються на кафедрі:
Менеджмент
Виробничий менеджмент
Проєктний менеджмент
Менеджмент просторового розвитку
HR-менеджмент
Поведінкова економіка
Тренд-аналітика міжнародних ринків
Міжнародна біржова діяльність
Стратегування та бізнес-адміністрування
Лідерство та ділові комунікації
Логістика постачання, виробництва та збуту
Інтегроване планування логістичного забезпечення виробництва
Зовнішньоекономічна діяльність підприємства
Стратегічне управління
Склад кафедри: 5 докторів наук, 34 кондидати наук, 3 асистенти та 5 осіб науково-допоміжного персоналу.
Наукова діяльність:
• Основні напрями наукових досліджень: стратегічне управління відновленням економіки України, формування логістики кризових ситуацій, забезпечення сталого розвитку підприємств, інтеграція європейського досвіду у взаємодію науки, освіти та бізнесу.
• Участь у міжнародних/національних проєктах: участь у грантових проєктах «Жан Моне Модуль» (SSCEU, ESC4ERG) за підтримки ERASMUS, міжнародні лекції та тренінги з циркулярних практик ЄС, співпраця з університетами Європи.
• Основні публікації та видання кафедри: збірник тез «Бізнес, інновації, менеджмент: проблеми та перспективи»
Контактна інформація кафедри:
Адреса: Україна, 03056, м. Київ, Берестейський проспект, 37, корпус 1, кімната 246
Телефон/Факс: (044) 204-85-10, 204-98-64
Електронна адреса: kafmen@ukr.net
Телеграм: https://t.me/managementkpi
Фейсбук: https://www.facebook.com/managementkpi
Сайт: https://kafedra.management.fmm.kpi.ua/main/
промислового маркетингу 
Рік створення кафедри промислового маркетингу: квітень 1992 р. 
Завідувачі кафедри:
З 01.09.2002 року по теперішній час: д. ф.-м. н., професор Солнцев Сергій Олексійович;
З 01.11.1992 по 30.08.2002 – завідувач кафедри, д. е. н., професор Старостіна Алла Олексіївна; 
З 10.04.1992 по 30.10.1992 – завідувач кафедри, д. е. н., професор Шудра Валерій Федорович.
Спеціальність(-ості), за якими здійснюється підготовка на кафедрі:
спеціальність D5 «Маркетинг», галузі знань D «Бізнес, адміністрування та право».
Освітні програми, за якими здійснюється підготовка на кафедрі:
Освітні програми першого (бакалаврського) рівня:
ОПП «Промисловий маркетинг» (спеціальність D5 «Маркетинг»)
Освітні програми другого (магістерського) рівня:
ОПП «Промисловий маркетинг» (спеціальність D5 «Маркетинг»)
Освітні програми третього  (освітньо-наукового) рівня:
ОНП «Маркетинг» спеціальності 075 «Маркетинг»
Історія розвитку, основні переваги кафедри:
Кафедра промислового маркетингу з 1992 року входить до складу факультету менеджменту та маркетингу НТУУ «КПІ» та однією з перших в Україні отримала IV рівень акредитації.
Є фундатором Всеукраїнської громадської організації «Українська асоціація маркетингу» та професійного журналу «Маркетинг в Україні». Підтримує зв’язки з міністерствами і відомствами, плідно співпрацює з провідними вітчизняними підприємствами, серед яких «Українська гільдія промисловців і підприємців», «Український ЗАТ «Автотрейдинг Україна» тощо. 
Основні переваги кафедри:
-       інноваційні освітні програми з промислового маркетингу;
-       високопрофесійний склад науково-педагогічних працівників з кваліфікацією в сфері маркетингу та в економічній, математичній сферах; 
-       співпраця з підприємствами, установами, промисловими компаніями та зарубіжними університетами;
-       сучасна матеріально-технічна база та інформаційне забезпечення. 
Основні дисципліни, які викладаються на кафедрі:
ОПП «Промисловий маркетинг»
-       Фундаментальний маркетинг;
-       Промисловий маркетинг;
-       Маркетингові дослідження;
-       Маркетингові метрики;
-       Діджитал маркетинг;
-       Управління поведінкою споживача на промисловому ринку;
-       Маркетинг інновацій на промисловому ринку.
Склад кафедри:
Високопрофесійну підготовку фахівців здійснює 23 науково-педагогічних працівника, серед яких:
-      3 доктори наук;
-      14 кандидатів наук;
-      1 доктор філософії;
-      4 асистента.
Організацію навчального процесу та технічну підтримку комп'ютерних класів здійснюють 
-      1 завідувач навчальної лабораторії;
-       2 провідні фахівці;
-      1 старший лаборант.
Основні напрями наукових досліджень:
Системи автоматизації маркетингу
Маркетингова діяльність підприємства на засадах сервісно-домінантної логіки
Маркетингова інвестиційна політика
Управління маркетинговою діяльністю підприємств на засадах цифрових технологій
Бренд роботодавця
Участь у міжнародних/національних проєктах:
Jean Monnet Fund: European business models: transformation, harmonization and implementation in Ukrain (2017-2020)
Горизонт 2020. UKRAINE “Ukraine Replication, Awareness and Innovation based on EGNSS  (2015-2016)
FRIDA в рамках Грантової угоди Європейської Комісії (2008)
Основні публікації та видання кафедри:
-      2 монографії;  
-      18 статей у Scopus/WoS; 
-      понад 100 статей  у вітчизняних фахових виданнях категорії Б
Контактна інформація кафедри:
Адреса: 03056, м. Київ, Солом’янський район, пр-т Берестейський, 37, корпус №1, кімн.256, 256 А, 193 А. 
Електронна пошта: k_p_m@i.ua
Телефон: +380 44 204-98-62.
Сайт (за наявності): https://marketing.kpi.ua
економічної кібернетики 
Рік створення кафедри економічної кібернетики: 01 липня 2021 р. 
Завідувач кафедри:
З 01 лютого 2022 року по теперішній час: д. е. н., професор Бояринова Катерина Олександрівна;
З 01 липня 2021 по 31 січня 2022 р.  – в.о. завідувача кафедри, д. е. н., професор Семенченко Наталія Віталіївна. 
Спеціальність(-ості), за якими здійснюється підготовка на кафедрі:
спеціальність C1 «Економіка» галузі знань C «Соціальні науки, журналістика та інформація»;
спеціальність D2 «Фінанси, банківська справа, страхування та фондовий ринок» галузі знань D «Бізнес, адміністрування та право».
Освітні програми, за якими здійснюється підготовка на кафедрі:
Освітні програми першого (бакалаврського) рівня:
ОПП «Економічна аналітика» (спеціальність C1 «Економіка»);
ОПП «Управління фінансами» (спеціальність D2 «Фінанси, банківська справа, страхування та фондовий ринок»)
Освітні програми другого (магістерського) рівня:
ОПП «Економічна аналітика» (спеціальність C1 «Економіка»)
Освітні програми третього  (освітньо-наукового) рівня:
ОНП «Економіка» спеціальності 051 Економіка
Історія розвитку, основні переваги кафедри:
Кафедра економічної кібернетики заснована 01.07.2021 шляхом об'єднання кафедр факультету менеджменту та маркетингу КПІ ім. Ігоря Сікорського: кафедри математичного моделювання економічних систем (1991–2021); кафедри теоретичної та прикладної економіки (1992–2021, до 2000 р. – кафедра економіки та організації радіоелектронного виробництва). 
Кафедра продовжує традиції наукових шкіл відомих українських учених у сфері економічної кібернетики, фінансового аналізу та економічної аналітики: заслуженого діяча науки і техніки, проф. В.І. Іваненка,  проф. В.О. Капустяна,  проф. Г.К. Ялового,  проф. І.М. Крейдич.
Основні переваги кафедри:
-       інноваційні освітні програми з економічної аналітики та управління фінансами;
-       високопрофесійний склад науково-педагогічних працівників з кваліфікацією в економічній, математичній, аналітичній, IT сферах; 
-       співпраця  з  підприємствами, установами, IT-компаніями та зарубіжними університетами;
-       сучасна матеріально-технічна база та інформаційне забезпечення. 
Основні дисципліни, які викладаються на кафедрі:
ОПП «Економічна аналітика»
-       Макро та мікроекономічний аналіз;
-       Технології економічного аналізу;
-       Економічна аналітика та прийняття рішень;
-       Інтелектуальний аналіз економічних даних  (Data Mining);
-       Економічна аналітика великих даних (Big Data);
-       Моделювання соціально-економічних систем і процесів;
-       Інформаційні системи бізнес-аналітики.
ОПП «Фінансовий менеджмент»
-       Фінанси;
-       Фінансові технології;
-       Фондовий ринок;
-       Фінансова звітність та її аналіз
Склад кафедри:
Високопрофесійну підготовку фахівців здійснює 22 науково-педагогічних працівника, серед яких:
-      10 докторів наук;
-      9 кандидати наук;
-      2 доктори філософії;
-      1 асистент.
Організацію навчального процесу та технічну підтримку комп'ютерних класів здійснюють 
-      2 завідувача лабораторіями;
-       3 інженери;
-      2 старших лаборанти.
Основні напрями наукових досліджень:
Аналітика, моделювання та обґрунтування економічних рішень;
Data Mining, Big Data в аналітиці економічних даних;
Цифрові трансформації і стратегування суб’єктів економіки;
Аналіз та прогнозування сталого розвитку економіки;
Фінансова аналітика і FinTech.
Участь у міжнародних/національних проєктах:
Проєкт BrAIn у межах Дунайської транснаціональної програми з впровадження AI для МСБ;
Екологічна ініціатива DaWetRest щодо відновлення дунайських водно-болотних угідь;
Проєкт GISU з цифрової декарбонізації економіки.
Основні публікації та видання кафедри:
-      7 монографії;  
-      47 статей у Scopus/WoS; 
-      196 статей  у вітчизняних фахових виданнях категорії Б
Контактна інформація кафедри:
Адреса: 03056, м. Київ, Солом’янський район, вул. Політехнічна, 12, корпус №17, кімн. 216, 219, 221 
Електронна пошта: ec.fmm@kpi.ua
Телефон: +380 44 204-85-07;   +380 44 204-98-63;  +380 44 204-80-27;   +380 44 204-98-59.
Сайт: https://ecocyber.fmm.kpi.ua/uk/
економіки і підприємництва 
Рік створення кафедри економіки і підприємництва: 1992
Завідувачі кафедри:
З 01.07.2021 р. кафедру очолює доктор економічних наук, професор Тульчинська Світлана Олександрівна. З часу заснування кафедри по 2021 рік кафедру очолював кандидат економічних наук, професор Круш Петро Васильович.
Спеціальність(-ості), за якими здійснюється підготовка на кафедрі
С1 – Економіка, D7- Торгівля
Освітні програми, за якими здійснюється підготовка на кафедрі:
Освітні програми першого (бакалаврського) рівня:
С1 - Економіка – ОПП «Економіка»
D7- Торгівля – ОПП «Комерція і торгівля»
Освітні програми другого (магістерського) рівня:
С1 - Економіка – ОПП «Економіка»
Освітні програми третього (наукового) рівня:
С1 - Економіка – ОПП «Економіка»
Історія розвитку, основні переваги кафедри:
Історія кафедри економіки і підприємництва бере початок у 1992 році – році заснування і кафедри, і факультету менеджменту та маркетингу Київського політехнічного інституту, які були створені на вимогу стрімкого розвитку ринкових відносин в Україні.
Кафедра економіки і підприємництва здійснює науково-педагогічну діяльність за напрямами:
– забезпечення високого наукового, навчально-методичного рівня підготовки висококваліфікованих фахівців з економіки для підприємств національної економіки;
– проведення актуальних наукових економічних досліджень за затвердженою тематикою;
– організації та проведення методологічних семінарів, науково-практичних конференцій з сучасних проблем економіки і підприємництва в Україні.
Кафедра обслуговує 10 інститутів і факультетів Університету, забезпечуючи викладання понад 50 економічних дисциплін.
Основні дисципліни, які викладаються на кафедрі: Мікро-та макроекономіка, Економіка підприємства, Фінанси підприємств, Економічний аналіз, Галузева та глобальна економіка, Економічні ризики та методи їх вимірювання, Управління витратами.
Склад кафедри (загалом, скільки докторів, кандидатів, асистентів, додаткового персоналу): 6 професорів, 12 доцентів, 3 старших викладачів, асистентів -1, НДП- 6
Наукова діяльність:
- Основні напрями наукових     досліджень: Інноваційний розвиток суб’єктів господарювання, становлення     економіки знань, циркулярна економіка, антикризове управління, цифрова     економіка.
- Участь у міжнародних/національних проєктах: "Forecasting factors influence on climatic     changes as a part of Sustainable Development Goals 2030", ID no.     22320037, Вишеградський проєкт "PROVISION OF SERVICES TO CARRY OUT     REGULATORY IMPACT ASSESSMENT OF THE ECOINDUSTRIAL PARKS APPROACH",     UNIDO проєкт №: 180320.
- Основні публікації та видання кафедри: Основи підприємницької діяльності : підручник / за редакцією д.е.н., проф. В. М. Марченко. – Київ : КПІ ім. Ігоря Сікорського. Вид-во     «Політехніка», 2022. – 515 с.

Національна економіка: підручник для здобувачів ступеня бакалавра / С. О. Тульчинська, О. О. Кожемяченко, Н. Л. Кузьмінська, М. В. Шашина ; КПІ ім. Ігоря Сікорського. – Київ : КПІ ім. Ігоря Сікорського, 2024. – 359 с.
Контактна інформація кафедри:
Адреса: 03056, м. Київ, пр. Берестейський 37, кор. 7, кім. 522
Електронна пошта: kafedra-ep-fmm@ukr.net
Телефон: (044) 204-98-58
Сайт (за наявності): https://keip.kpi.ua
міжнародної економіки 
Рік створення кафедри міжнародної економіки: 1937 рік, перейменована в 2002 році
Завідувач кафедри:
доцент Розенберг (І. Е. з 1937 року), доцент Балакін Е. М. (післявоєнний період),  д.е.н., професор М. М. Лич (1970–1976 рр.), к.е.н., доцент Розенплентер А. Е. (1976–1988 рр. та 1992-1998 рр.), к.е.н., доцент Шудра В. Ф. (1988–1992 рр.), д.е.н., професор Герасимчук В. Г. (1998–2009 рр.), д.т.н., проф. Гавриш О. А. (2009–2016 рр.), д.е.н., проф. Войтко С. В. з 2015 р. по теперішній час.
Спеціальність, за якими здійснюється підготовка на кафедрі: Економіка 
Освітні програми, за якими здійснюється підготовка на кафедрі:
Освітні програми першого (бакалаврського) рівня: Міжнародна економіка 
Освітні програми другого (магістерського) рівня: Міжнародна економіка
Освітні програми третього (наукового) рівня: Економіка
Історія розвитку, основні переваги кафедри:
У 1937 році була заснована кафедра організації виробництва та економіки промисловості з метою якісної реалізації економіко-організаційної підготовки інженерів у КПІ. Здійснювалося викладання навчальних дисциплін “Економіка галузі” та “Організація, планування і управління підприємством”. З 1992 року кафедра носила назву “Економіки та організації машинобудівного виробництва”, яка забезпечувала економіко-організаційну підготовку студентів механіко-машинобудівного, інженерно-фізичного, зварювального, приладобудівного факультетів та факультету хімічного машинобудування. У 2002 році кафедра отримала ліцензію на підготовку фахівців із спеціальності “Міжнародна економіка” і була перейменована на кафедру міжнародної економіки. 
Основні дисципліни, які викладаються на кафедрі: Міжнародна економіка, Транснаціональні корпорації, Глобальна економіка, Світова економіка, Економіка і організація виробництва, Міжнародна фінансова система, Міжнародні розрахунки та валютні операції  
Склад кафедри: 5 докторів наук і 13 кандидатів наук, 4 навчально-допоміжного персоналу
Наукова діяльність:
- Основні напрями наукових досліджень: системно-структурний аналіз     функціонування мега-, макро- та мікроекономічних систем з урахуванням     тенденцій Industry 4.0, Society 5.0 і циркулярної економіки, а також плину     процесів розвитку світової економіки та проведення форсайтних досліджень з     розвитку міжнародних економічних відносин, міжнародної торгівлі,     міжнародного руху капіталу, міжнародної міграції робочої сили, міжнародної     передачі технологій та інтеграційних процесів у глобальному вимірі.
- Участь у міжнародних/національних проєктах: Horizon Europe: «Danube     Wetlands and flood plains Restoration through systemic, community engaged     and sustainable innovative actions»,      NATO SPS: «Increasing the capacity of local communities to     counteract crisis situations»
- Основні публікації та видання кафедри: Міжнародна економіка:     підручник, 2024; Економіка     зарубіжних країн: підручник, 2017; Транснаціональні корпорації (англ.):     підручник, 2020;

Контактна інформація кафедри:
Адреса: м. Київ, Берестейський проспект, 37, корпус 1, кабінет 244
Електронна пошта: ied@kpi.ua 
Телефон: +38 (044) 204-98-60, +38 (044) 204-91-03
Сайт: ied.kpi.ua

## Науково-дослідна робота
Економічний вісник НТУУ «КПІ» – наукове фахове видання категорії Б